# Омбудсмен (Нагорно-Карабахская Республика)
Омбудсмен Нагорно-Карабахской Республики — должностное лицо, осуществлявшее защиту нарушенных государственными органами, органами местного самоуправления и должностными лицами прав и свобод человека и гражданина в непризнанной Нагорно-Карабахской Республике.

## Правовое регулирование
Защитника прав человека избирало Национальное Собрание не менее чем тремя пятыми голосов от общего числа депутатов сроком на шесть лет. Одно и то же лицо не могло назначаться Защитником прав человека более чем два раза подряд.
Защитник прав человека был несменяем.
Защитник прав человека не мог занимать должности в государственных органах, органах местного самоуправления, коммерческих организациях, заниматься предпринимательской деятельностью, выполнять иную оплачиваемую работу, кроме научной, педагогической и творческой. Защитник прав человека не мог быть членом какой-либо партии.
Защитник прав человека был наделён установленной для депутата неприкосновенностью. Другие гарантии его деятельности устанавливались законом.
Защитник прав человека имел право обращаться в Верховный Суд НКР.

## Образование
Институт омбудсмена непризнанной НКР был сформирован 16 апреля 2008 года, когда Юрий Айрапетян был избран парламентом НКР омбудсменом республики в соответствии с Конституцией НКР. «Мы создали этот институт в условиях навязанного нам военного положения. В условиях, в которых законы практически всех стран дают возможность делать совершенно противоположное, то есть, дают возможность ограничить некоторые права и свободы», — сказал Юрий Айрапетян, отметив, что за короткий период действия офиса удалось завоевать доверие и уважение граждан НКР, сформировав, в то же время, атмосферу доброжелательного отношения и взаимопонимание со всеми ветвями власти.

## Международное признание
Офис омбудсмена НКР 31 августа 2009 года получил институциональный статус Института европейского омбудсмена, несмотря на серьёзное противодействие министерства иностранных дел Азербайджана. Все 11 членов исполнительного органа Института единогласно высказались за данное решение. Но перед этим делегация института во главе с директором посетила Степанакерт, ознакомилась с деятельностью офиса омбудсмена НКР и уровнем защиты прав человека в республике.

## Деятельность
В 2008 году в целом омбудсмен получил 196 заявлений, 113 из которых в письменной, а 83 — в устной форме. Большинство заявлений — от жителей города Степанакерт. По словам омбудсмена, малочисленность полученных из районов заявлений вовсе не свидетельствует о том, что права человека в районах лучше защищены. Прежде всего, это говорит о труднодоступности офиса омбудсмена для жителей районов и уровне правосознания населения. Вот почему создание в райцентрах республики представительств Института омбудсмена является необходимостью, сказал Ю. Айрапетян.
Заявления граждан, адресованные омбудсмену, касались неправомерных действий негосударственных органов, организаций или физических лиц. В подобных случаях были даны исчерпывающие юридические консультации по применению предусмотренных законом других мероприятий (в основном, судебных) для восстановления прав, так как омбудсмен рассматривает только жалобы о нарушении прав человека органами местного самоуправления и должностными лицами, их возглавляющими. «Мы заметили, что у части людей сформировалось недоверие к деятельности судов. Они приводят многочисленные примеры вынесения судами, по их мнению, несправедливого решения. Как омбудсмен, я считаю, что повышение роли судов является необходимостью. Осуществление эффективного правосудия приведет к формированию убежденности, что Нагорно-Карабахская Республика действительно правовое государство», — сказал Юрий Айрапетян.
Исследования показали, что вопрос о праве граждан на гарантированные Конституцией НКР удовлетворительные жилищные условия также довольно актуален. Речь о гражданах, оставшихся без крова в результате ракетно-артиллерийских обстрелов во время Карабахской войны, а также о разрушенных домах, требующих ремонта.
Исходя из ряда полученных заявлений, возникла необходимость предоставить консультацию по некоторым положениям Земельного кодекса НКР. Были даны консультации также по вопросам защиты прав и свобод в связи с приобретением гражданства и получением паспорта.
В отчётный период в Институт омбудсмена обратились 103 гражданина. Были проведены приёмы в райцентрах Мартуни, Мардакерт, Гадрут, в сёлах Красный Базар, Тагавард — всего более 30 граждан.
В 2008 г. Омбудсмен и представители аппарата систематически посещали Шушинское уголовно-исполнительное учреждение, где встречались с заключенными, отбывающими наказание, выслушивали их жалобы и фиксировали факты нарушения прав человека.
В 2009 году В НКР нарушений прав человека исключительного общественного значения или массового характера зарегистрировано не было.

## Список омбудсменом
С момента появления должности омбудсмена её занимали:
- Айрапетян Юрий Эдуардович (апрель 2008 — май 2016)
- Меликян Рубен (май 2016 — октябрь 2018)
- Бегларян Артак Артёмович (октябрь 2018 — декабрь 2020)
- Степанян Гегам Грачикович (март 2021 - 2023)